# Regosol (WRB)
Der Regosol ist eine Referenzbodengruppe der World Reference Base for Soil Resources (WRB). In der Deutschen Bodensystematik gibt es einen Bodentyp Regosol, der anders definiert ist.
Der Regosol gliedert im Schlüssel der WRB als letzte Referenzbodengruppe aus und besitzt keine diagnostischen Horizonte. Er hat keine großen Anteile an Artefakten wie die Technosole, ist nicht flachgründig oder nicht skelettreich wie die Leptosole, nicht geschichtet wie die Fluvisole und auch nicht stark sandig wie die Arenosole. Er weist hohe Anteile an Schluff und/oder Ton auf. Die Pedogenese ist nicht fortgeschritten. Regosole sind häufig im Gebirge, besonders in Akkumulationslagen, sowie in Wüsten anzutreffen. Manche zeigen eine gewisse Horizontierung, insbesondere die Ausbildung eines Ah-Horizonts mit schwacher bis mäßiger Humusakkumulation. Bei manchen Regosolen ist jedoch keine Horizontbildung zu erkennen. Regosole können auch aus unverwitterten vulkanischen Aschen bestehen, die im Verlauf der Pedogenese zu Andosolen werden. Regosole mit vielen quellfähigen Tonmineralen entwickeln sich rasch zu Vertisolen. Manche Regosole sind durch tiefgründige Bearbeitung entstanden, bei der bisher entwickelte Horizonte bis zur Unkenntlichkeit durchmischt wurden. Auch Transport und Ablagerung von natürlichem Bodenmaterial durch den Menschen führt vielfach zur Ausbildung von Regosolen.
Die Fruchtbarkeit von Regosolen ist mäßig. Sind sie aus Löss entstanden, so ist ihre Fruchtbarkeit höher. Bei schluffigen Regosolen besteht die Gefahr von Bodenerosion.
Die Regosole der WRB gehören nach der Deutschen Bodensystematik zu den Lockersyrosemen, den Regosolen, den Pararendzinen und teils auch zu den Rendzinen.